# Radu Muntean
Radu Muntean  (nacido el 8 de junio de 1971 en Bucarest ) es un escritor y director de cine rumano .

## Biografía
Radu Muntean se graduó en 1994 de la Academia de Teatro y Cine del Departamento de Dirección de Cine de Rumania. Desde 1996 hasta el año 2011, ha dirigido más de 400 comerciales y ganado más de 40 premios nacionales e internacionales para festivales de publicidad.

Así, tras destacarse como cortometrajista y documentalista fue nombrado en 1999 profesor en la Universidad de Medios de la Escuela de Dirección de Cine de Bucarest. Su debut cinematográfico de largometrajes ficcionales fue con el film Furia  que recibió el premio a la revelación UCIN y fue galardonado con la Mejor Película por la Unión Rumana de Cineastas, con el premio a la mejor fotografía Festival Internacional de Cine de Transilvania del año 2003. Su segundo largometraje, "Hârtia va fi albastră"   o The Paper Will Be Blue (El papel será azul)  se destacó en el Festival Internacional de Locarno. Su tercera película, Boogie   fue seleccionada en el 2008 para representar a Rumania en La Quinzaine Réalisateurs, del Festival de Cannes;  en el festival de Karlovy Vary y en el Festival de Cine de Mar del Plata. En el 2009 trabajó como actor en "Aproape de cinema" (Cerca del cine). Muntean, junto a Puiu, Mungiu, Nemescu, Porumboiu y Mitulescu es uno de los más renombrados exponentes del Nuevo Cine Rumano o Nueva ola rumana.

## Características de su obra
Como suele ocurrir con otros directores de cine de los países pequeños de Europa Oriental, ha debido rodar sus películas con presupuestos bajos motivo por el cual sus obras están desprovistas de lujos o de efectos especiales importantes u otros artificios, compensando esto con una excelente marcación actoral y -sobre todo- con la originalidad de sus guiones que aunque puedan tratar temas trillados presentan interesantes novedades en el discurso.

## Filmografía
Largometrajes (como director y guionista):
- Marți după Crăciun (Martes después de Navidad ) , (2010)
- Boogie (2008)
- Hârtia va fi albastră (El papel será azul)  , (2006)
- Furia, (2002)

Cortometrajes y documentales:

- Tragica poveste de dragoste a celor doi (Trágica historia de amor de dos) ,(1996), cortometraje;
- Viața e în altă parte (La vida está en otra parte) , (1996), documental;
- Ea (Que) , (1994), cortometraje;
- Lindenfeld , (1994), documental;
- Și ei sunt ai noștri (Ellos son nuestros), (1992), documentales.